# Алма Малер
Алма Марија Малер Гропијус Верфел (рођена као Alma Margaretha Maria Schindler; 31. августа 1879 - 11. децембра 1964) била је композиторка, ауторка, уредница и друштвена личност рођена у Бечу. Са петнаест година био јој је ментор Макс Буркхард. Музички активна од раних година, била је композитор скоро педесет песама за глас и клавир, а стварала је и у другим жанровима. Познато да је сачувано само седамнаест песама.
У раним годинама се заљубила у композитора и диригента Александра фон Землинског, али њихова веза није дуго трајала. Постала је супруга композитора Густава Малера, који је инсистирао (као услов њиховог брака) да одустане од компоновања. На крају је пала у депресију због уметничког гушења. Док се њен брак мучио, имала је везу са Валтером Гропијус-ом . Густав је почео да подстиче Алмино компоновање и помагао је у припреми неких њених композиција за објављивање, али је умро убрзо након овог покушаја помирења 1911. године. Алма се удала за Гропијуса 1915. године и пар је добио заједничку ћерку Манон Гропијус. Током брака са Гропијусом, Алма је имала аферу са Францом Верфелом. Алма и Верфел су се на крају венчали након што се Алма одвојила од Гропијуса.
1938. године, након Аншлуса, Верфел и Алма били су присиљени да побегну из Аустрије јер она није била сигурна за Јевреје. На крају се пар населио у Лос Анђелесу. У каснијим годинама њен салон је постао део уметничке сцене, прво у Бечу, затим у Лос Анђелесу и у Њујорку.

## Ране године
Алма Марија Шиндлер рођена је 31. августа 1879. године у Бечу, у Аустрији (тада Аустро-Угарска), ћерка познатог сликара пејзажа Емила Јакоба Шиндлера и његове супруге Ане Софи. Била је подучавана код куће и васпитавана у Католичкој цркви. Престолонаследник Рудолф је 1886. године заинтересовао се за слике Емила Јакоба Шиндлера и наредио Шиндлеру да са својом породицом путује на јадранску обалу ради израде пејзажних слика. 1892. породица је такође отпутовала на северноморско острво Силт где је Емил Шиндлер умро.‍:1–7
Након очеве смрти, Алма се усредсредила на клавир. Учила је композицију и контрапункт код Јосефа Лабуриста, слепог оргуљаша који ју је упознао са „великом количином литературе“. Са петнаест година послата је у школу, али је похађала само неколико месеци.‍:1–7 Како је одрастала, случај оспица из детињства довео је до смањеног слуха. Max Burckhard, пријатељ Емила Шиндлера и директор бечког Дворског позоришта, постао је Алмин ментор. На Алмин седамнаести рођендан, Max Burckhard јој је поклонио две корпе за веш пуне књига. 1895. године Ана Шиндлер, Алмина мајка, удала се за Карла Мола, ученика Емила Шиндлера. 1899. године имали су заједно ћерку која се звала Марија.‍:8–10
Алма је упознала Густава Климта преко Карла Мола. Мол и Климт су обојица оснивачи бечке сецесије, „групе организоване у сврху раскида са бечком императивном академијом визуелних уметности, везаном за традицију“. Климт се заљубио у Алму. Иако ју је у почетку занимао Климт, њена жеља се убрзо охладила. Климт и Алма били су пријатељи до Климтове смрти. У јесен 1900. Алма је започела студије композиције код Александра вон Землинског. Землински и Алма су се заљубили и своју везу држали у тајности.‍:10–16
Алма би задиркивала Землинског због онога што је мислила да су његове ружне црте лица, говорећи да би лако могла да има "десет других" да га замене. Такође је приметила да би удаја за Землинског значила да ће „донети на свет кратку, изрођену Јеврејску децу“.‍:16–35 Како су везе постајале затегнуте, Землински ју је посећивао све мање. 7. новембра 1901. године похађала је салон Emil Zuckerkandlа, где је започела флерт са Густавом Малером. У месецу новембру, док је још била у вези са Землинским, започела је везу са Малером. До 8. децембра, Малер и Алма су се потајно верили; међутим, тек 12. децембра написала је Землинском о својим веридбама.‍:16–35Заруке су званично најављене 23. децембра.‍:43

## Брак са Густавом Малером
9. марта 1902, удала се за Густава Малера, који је био 19 година старији од ње и директор Бечке дворске опере. С њим је имала две ћерке, Марију Ану (1902–1907), која је умрла од шарлаха или дифтерије, и Ану (1904–1988), која је касније постала вајарка.‍:233,251 Густава није занимала композиција Алме Малер и желео је да она напусти компоновање. Међутим, међу научницима се спори да ли је Густав изричито забранио Алми Малер да компонује.‍:43Упркос овој научној збуњености, она се уметнички угушила и прихватила улогу вољене жене и присталице мужеве музике.‍:48–54‍:43
У јуну 1910, након што је постала озбиљно депресивна након Маријине смрти, Алма је започела везу са младим архитектом Валтером Гропијусом (касније шефом Баухауса), којег је упознала током одмора у бањи. Густав је у августу потражио савет од Сигмунда Фројда. Филм Малер на каучу из 2010. године сугерише да су се Густавове консултације са Фројдом могле усредсредити на његово сужавање Алмине музичке каријере као главне брачне препреке, али њихов стварни садржај није познат.
Након емоционалне кризе у њиховом браку након Густавовог открића Алмине афере са Гропијусом, Густав је почео да се озбиљно занима за Алмине музичке композиције, жалећи због свог ранијег одбацивања и предузимајући промотивне акције. Густав је обрађивао неке од њених песама (Die stille Stadt, In meines Vaters Garten, Laue Sommernacht, Bei dir ist es traut, Ich wandle unter Blumen).‍:111‍:85–89 На његов наговор и под његовим водством, Алма је припремила пет својих песама за објављивање (издате су 1910. године, од Густавовог сопственог издавача, Universal Edition ).‍:113–119
У фебруару 1911. Густав се тешко разболео од инфекције повезане са срчаном маном која је дијагностикована неколико година раније. Умро је 18. маја.‍:66

## Веза са Валтером Гропијусом
Након Густавове смрти, Алма није одмах обновила контакт са Гропијусом. Између 1912. и 1914. имала је бурну везу са уметником Оскаром Кокошком, који је стварао дела инспирисана његовим односом са њом, укључујући и његову слику Невеста ветра.‍:83–85 Кокошка посесивност носила је Алму, а емоционалне превртљивости везе обоје су их умориле.
Доласком Првог светског рата, Кокошка се пријавио у аустроугарску војску. Алма се накнадно дистанцирала од Кокошке и обновила контакт са Валтером Гропијусом, који је у то време такође служио у рату.‍:85–95 Она и Гропијус су се венчали 18. августа 1915. у Берлину током једног од његових војних одлазака.‍:85–90Имали су заједно ћерку Манон Гропијус (1916–1935), која је одрасла у пријатељству са Маријом Алтман. After Manon died of polio at the age of 18, composer Alban Berg dedicated his newly composed Violin Concerto to her, "In Memory of an Angel".‍:239–242
Алма је затруднела и родила сина Мартина Карла Јоханеса Гропијуса (1918–1919). Гропијус је испрва веровао да је дете његово, али Алмина стална веза са Францом Верфелом до тада је била општепозната у Бечу.‍:185 У року од годину дана пристали су на развод. У међувремену, Мартин, који је превремено рођен, развио је хидроцефалус и умро у доби од десет месеци. Алмин развод од Гропијуса постао је коначан у октобру 1920.‍:127

## Веза са Францом Верфелом
Док су га Гропијусове војне дужности и даље држале одсутним, Алма се у јесен 1917. упознала и започела везу са песником и писцем рођеним у Прагу Францом Верфелом. Она и Верфел су од тада почели отворено да живе заједно. Међутим, одгодила је удају за Верфела до 1929. године, након чега је узела име Алма Малер-Верфел.‍:150
1938. године, након Аншлуса, Алма и Верфел, који је био Јевреј, били су присиљени да побегну из Аустрије у Француску; одржавали су домаћинство у месту Санари-сур-Мер, на Француској ривијери, од лета 1938. до пролећа 1940.‍:163–171 Са инвазијом Немаца и окупацијом Француске током Другог светског рата и депортацијом Јевреја и политичких противника у нацистичке концентрационе логоре, пар више није био безбедан у Француској и избезумљено је тражио да обезбеди емиграцију у Сједињене Државе. У Марсељу их је контактирао Varian Fry, амерички новинар и изасланик Комитета за хитно спашавање, приватне америчке организације за помоћ која је у то време помагала интелектуалцима и уметницима избеглицама.
Како се нису могле добити излазне визе, Фри је уредио да Верфелови пешке путују преко Пиринеја у Шпанију, како би избегли француске граничне званичнике Вишијевске Француске. Из Шпаније су Алма и Франц отпутовали у Португал. Они су боравили у Монте Есторилу, у хотелу Grande Hotel D'Itália, између 8. септембра и 4. октобра 1940. Истог дана укрцали су се на S.S. Nea Hellas  који је кренуо према Њујорку, стигавши 13. октобра.
На крају су се настанили у Лос Анђелесу, где је Алма наставила своју улогу хостесе, окупљајући Арнолда Шенберга, Игора Стравинског, Томаса Мана и многе друге уметнике. Верфел, који је у Америци већ уживао славу као аутор, постигао је популарни успех својим романом Песма о Бернадетти, који је снимљен у филм 1943. године, и научно-фантастичним романом Звезда нерођених, објављеним после његове смрти. Верфел, који је током свог изгнанства имао озбиљне проблеме са срцем, умро је од срчаног удара у Калифорнији 1945. године ‍:150–154

## Културна икона у САД
1946. године Алма Малер-Верфел је постала амерички држављанин. Неколико година касније преселила се у Њујорк, где је остала културна личност. Леонард Бернстајн, који је био првак музике Густава Малера, изјавио је у својим предавањима Charles Eliot Norton lectures 1973. године да је Алма Малер-Верфел присуствовала неким од његових проба. Бенџамин Бритн сматрао ју је „живом“ везом и за Малера и за Албана Берга, и посветио јој је свој Ноктурн за тенор и Мали оркестар.‍:154

## Смрт и заоставштина
Алма Малер-Верфел умрла је 11. децембра 1964. у Њујорку. Сахрањена је 8. фебруара 1965. на гробљу Гринзинг у Бечу, у истом гробу као и њена ћерка Манон Гропијус и на само неколико корака од свог првог супруга Густава Малера.‍:153–154
Амерички сатиричар Tom Lehrer сматрао је њену читуљу „најсочнијом, зачињеном и најрашчијом некрологом коју ми је икада било задовољство прочитати“. Подстакло га је да напише баладу Алма , приказујући је као „најлепшу девојку у Бечу ... и најпаметнију“ која је постала тешка, темпераментна сапутница заокупљених Малером, Гропијусом и Верфелом како је свака заузврат долазила под њену „чаролију“. О њеној вези са Малер певао је: „Међутим, њихов брак је био убиство / Вриснуо би до небеса горе / 'Пишем Песма о Земљи, синфонијска кантата / а она само вантира да би водила љубав!'  
У филму Малер из 1974. године, редитеља Ken Russellа, Густав Малер, током свог последњег путовања возом, сећа се важних догађаја у свом животу, као што су веза са супругом, смрт брата и мале кћерке, и невоља са музама. У филму је Алму тумачила Georgina Hale, а Густава Robert Powell. 1996. израелски писац Joshua Sobol и аустријски редитељ Paulus Manker створили су полидраму Алма. Свирао је у Бечу шест узастопних сезона, а са преко 400 представа гостовао је у Венецији, Лисабону, Лос Анђелесу, Петронелу, Берлину, Семерингу, Јерусалиму и Прагу - свим местима у којима је живела Малер-Верфел. Емисија је снимљена у троделну ТВ минисерију 1997. године.
Mohammed Fairouz поставио је речи Алме Малер у свом песничком циклусу Jeder Mensch. Премијерно је изведен у спрези са песмама Алме Малер меззосопранистке Kate Lindsey 2011.
Третман Малер-Верфеловог живота представљен је у филму Bruce Beresfordа 2001. „Невеста ветра“ , у којем је Алму глумила аустралијска глумица Sarah Wynter. Густава Малера тумачио је британски глумац Jonathan Pryce. Швајцарски глумац Vincent Pérez тумачио је Оскара Кокошку.
1998. године објављени су изводи из Алминог дневника који покривају године од 1898. до 1902. године, све до тренутка када се удала за Малера. У роману Уметникова супруга Max Phillips из 2001. године, она прича своју причу из загробног живота, фокусирајући се на своје компликоване везе.
Немачки режисер Percy Adlon и његов син Felix Adlon 2010. године објавили су свој филм Mahler auf der Couch (Малер на каучу), који говори о мучном односу Густава Малера са супругом Алмом и његовом сусрету са Сигмундом Фројдом 1910. године. У уводу филма, редитељи су изјавили: „То што се догодило јесте чињеница. Како се то догодило, то је фикција.“ 

## Проблем са Алмом
Две књиге Алме Малер-Верфел о Густаву Малеру утицале су на проучавање потоњег. Као артикулирана, добро повезана и утицајна жена која је надживела свог првог мужа више од 50 година, Малер-Верфел је деценијама третирана као главни ауторитет у вредностима, карактеру и свакодневном понашању зрелог Густава Малера, а њене разне публикације су брзо постале централни изворни материјал за Малерове научнике и љубитеље музике. Док су научници истраживали њен приказ Малера и њен однос с њим, њени извештаји су се све више откривани као непоуздани, лажни и обмањујући. Ипак, намерна искривљења имала су значајан утицај на неколико генерација научника, тумача и љубитеља музике.
Позивајући се на озбиљне контрадикције између Алмининих извештаја и других доказа, укључујући њене сопствене дневнике, неколико историчара и биографа почело је да говори о "Алмином проблему". Према речима Hughа Woodа, „Често је она једини сведок, а биограф мора зависити од ње док сумња у сваку реченицу у њену способност да говори истину. Све што је прошло кроз њене руке мора се сматрати запрљаним“.

## Као композитор
Алма је свирала клавир од детињства и у својим мемоарима Mein Leben извештава да је први пут покушала да компонује почетком 1888. године на грчком острву Крф. Компоновала је код Josefа Laborа почев од 1894. или 1895. и до 1901. године. Упознала је Александра вон Землинског почетком 1900. године, започела с њим часове композиције те јесени и наставила као његов студент све до ангажмана са Густавом Малером у децембру 1901, након чега је престала да компонује. До тада је компоновала или скицирала углавном Lieder, али и око 20 клавирских дела и мали број дела из камерне музике и сцену из опере. Кратко је наставила са компоновањем 1910, али је 1915. престала. Хронологију њених композиција тешко је утврдити, јер она није датирала своје рукописе  и сама је многе од њих уништила. Покушаје успостављања хронолошке листе њених дела предузели су Susanne Rode-Breymann 1999. и 2014. године, а Knud Martner 2018. године.
Опстало је само 17 њених песама. Четрнаест је објављено током њеног живота, у три публикације датиране 1910, 1915 и 1924. Прва два тома појавила су се под именом Алма Марија Шиндлер-Малер, а последњи том објавио је као „Fünf Gesänge“ Алма Марија Малер; насловницу комплета из 1915. илустровао је Оскар Кокошка. Три додатне песме су откривене у рукопису постхумно; два су објављена 2000. године, које је уредила др. Susan M. Filler, а један је објављен 2018. године, чији је уредник Barry Millington. Њени лични радови, укључујући музичке рукописе, налазе се на Универзитету у Пенсилванији, Аустријској националној библиотеци у Бечу и Баварској државној библиотеци у Минхену. Ове песме се редовно изводе и снимају од 1980-их. Израђене су оркестралне верзије пратњи. Седам песама су дириговали David Matthews и Colin Matthews (објавио Universal Edition), а свих 17 песама оркестрирали су Julian Reynolds, и Jorma Panula.

## Радови
Композиције цитиране из Mahler, A Complete Songs unless, уколико није другачије назначено.
1. Пет песама за глас и клавир (објављено у јануару 1911)
- (i) Die stille Stadt (Тихи град; Richard Dehmel)
- (ii) In meines Vaters Garten (У врту мог оца; Erich Otto Hartleben)
- Напомена : Оригинална песма носи наслов Französisches Wiegenlied или Volkslied, а настала је између маја и августа 1899.
- (iii) Laue Sommernacht (Блага летња ноћ; Bierbaum)

Напомена : Оригинални наслов песме је Gefunden
- (iv) Bei dir ist es traut(Са тобом је угодно; Рилке)
- (v) Ich wandle unter Blumen (Шетам се међу цвећем; Хејне)

2. Четири песме за глас и клавир (објављено у јуну 1915)
- (i) Licht in der Nacht (Светлост у ноћи; Bierbaum)
- (ii) Waldseligkeit (Woodland Bliss; Dehmel)
- (iii) Ansturm(Олуја; Dehmel)
- (iv) Erntelied (Жетвена песма; Густав Фалке) Оригинални наслов је Gesang am Morgen (Песма у зору).

3. Пет песама за глас и клавир (објављено априла 1924)  
- (i) Hymne  (Химна; Новалис )
- (ii) Ekstase (Ecstasy; Bierbaum)
- (iii) Der Erkennende  (Препознавач; Верфел )
- (iv) Lobgesang (Похвална песма; Дехмел)
- (v) Hymne an die Nacht (Химна ноћи; Новалис)

Постхумно објављено
- Leise weht ein erstes Blühn (Softly Drifts a First Blossom; Рилке), за глас и клавир (издавач Susan M. Filler, 2000.)
- Kennst du meine Nächte?(Do You Know My Nights? / Да ли знаш моје ноћи?; Leo Greiner), за глас и клавир (издавач Susan M. Filler, 2000.)
- Einsamer Gang (Lonely Walk, Leo Greiner), за глас и клавир (објавио Лондон, 2018, Barry Millington)